# آکنر، لوری
آکنر (به ارمنی: Ակներ) یک شهرک در ارمنستان است که در استان لوری واقع شده‌است. آکنر در ۶ کیلومتری جنوبشرق وانادزور، مرکز استان لوری واقع شده است.

## خصوصیات
آکنر ۶۵۵ نفر جمعیت دارد و در ارتفاع ۱۰۵۰ متر بالاتر از سطح دریا قرار گرفته است.
| سال   | ۱۸۸۶ | ۱۹۱۴ | ۱۹۲۲ | ۱۹۳۹ | ۱۹۵۹ | ۱۹۷۰ | ۲۰۰۱ | ۲۰۰۴ |
| جمعیت | ۲۹۰  | ۵۰۱  | ۴۷۵  | ۷۶۵  | ۶۴۴  | ۳۰۲  | ۶۵۵  | ۱۰۰  |